# アーサー・ロウ
アーサー・シドニー・ロウ（Arthur Sydney Rowe, 1906年9月1日 - 1993年11月5日）は、ロンドン・ハーリンゲイ区・トッテナム出身のサッカー選手。サッカー指導者。ポジションはDF。ワンツーで攻撃を組み立てるスタイルの「プッシュ・アンド・ラン」スタイルを編み出し、1951年にトッテナム・ホットスパーFCをクラブ初のリーグ優勝に導いた。

## 現役時代
1929年にトッテナム・ホットスパーFCとプロ契約を結び、地元チームでプロサッカー選手となると、1931年にデビューする。1933年にはサッカーイングランド代表で初キャップを記録した。1939年に怪我の影響で現役を引退。トッテナムでは8年間で公式戦通算201試合に出場した。

## 監督時代
1945年にチェルムスフォード・シティFCの監督に就任する前に、ハンガリーでコーチの仕事に就いた。その後イングランドに戻るとイギリス軍の体力トレーニングのインストラクターになった。
1949年に古巣トッテナム・ホットスパーFCの監督に就任した。自身がトッテナムの選手時代に監督を務めていたペーター・マクウィリアムの戦術に着想を得て、ワンツーや壁パスを多用し、攻撃を組み立てる、「プッシュ・アンド・ラン」の戦術を編み出し、2部リーグに所属していたチームを就任初年度の1949-50シーズンに2部リーグで優勝、昇格に導くと、翌1950-51シーズンにはクラブ史上初となる1部リーグ優勝に導いた。チームには後にサッカーイングランド代表をFIFAワールドカップ優勝へと導いたアルフ・ラムゼイや、後にトッテナムを率いて11個のタイトルを獲得したビル・ニコルソンら主力として活躍していた。1955年に健康上の理由で監督を退任した。
1958年に回復し、クリスタル・パレスFCのアシスタントコーチとして現場に復帰した。1960年に監督に昇進すると当時4部リーグ所属だったチームを3部に昇格させた。1962年12月にまたも健康上の理由で監督を退任した。その後回復するとクラブにアシスタントとして復帰。1966年には再び監督を務めた。

## タイトル
トッテナム(監督時代)
- リーグ:1950-51
- FAチャリティ・シールド:1951